# Louis Gallet

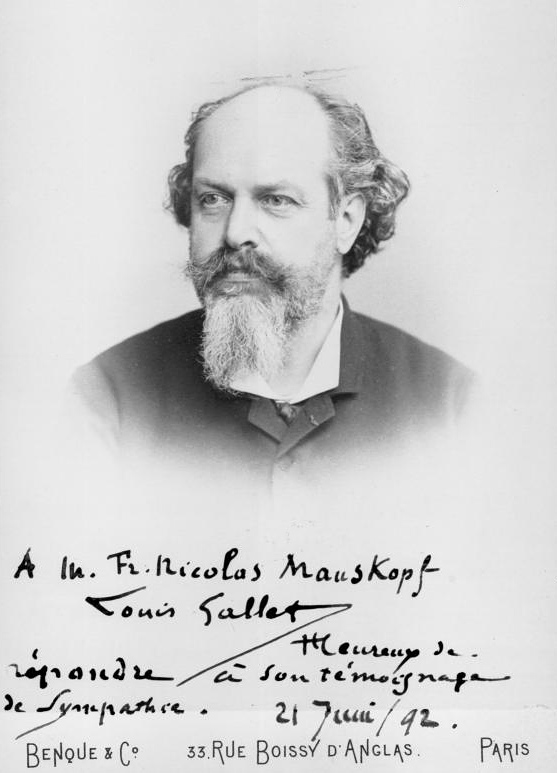
Louis Gallet

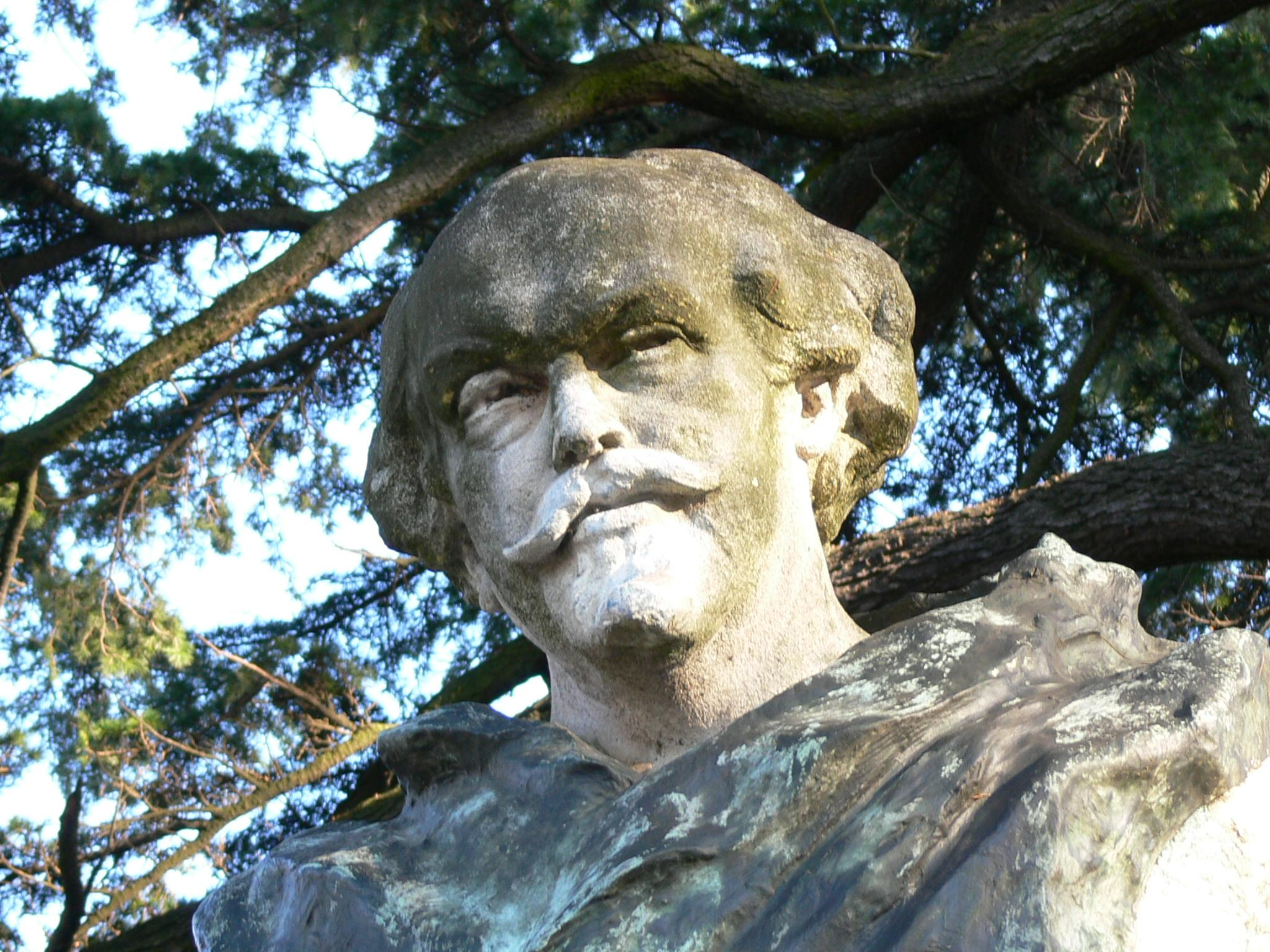
Busto por Jean-Antoine Injalbert (1901) en el Parque Jouvet de Valence.

Louis Gallet (Valence, 14 de febrero de 1835 — París, 16 de octubre de 1898) fue un libretista y autor dramático francés. También escribió novelas, artículos, memorias panfletos y poesía, siendo un escritor muy prolífico. Es recordado por sus libretos para Ambroise Thomas (Mignon), Georges Bizet, Camille Saint-Saëns, Charles Gounod y Jules Massenet.

## Biografía
Después de unos inicios profesionales en Valence como corrector de imprenta, publicó en 1857 Gioventù, una colección de versos, y se instaló en París donde comenzó su carrera en la asistencia pública, primero como tesorero en Beaujon y luego como director del hospital Lariboisière, también en París. A la vez escribía novelas, dramas y poemas, pero sobre todo libretos de ópera y otras obras líricas. En 1868, obtuvo el premio del ministerio de Bellas Artes por el libreto de La coupe du roi de Thulé.
En 1871, Camille du Locle, director del Teatro de la Opéra-Comique de París se ofreció a producir una ópera en una acto de Camille Saint-Saëns y le propuso como colaborador a Louis Gallet, a quien Saint-Saëns no conocía. El resultado fue la obra ligera, La princesse jaune, notable como la primera «japonerie» en la escena operística, ya que Japón sólo había sido muy recientemente abierto al comercio occidental y los primeros grabados en madera habían sido vistos en París solo dos años antes. Ambos trabajaron juntos en armonía durante años, y fue Saint-Saëns quien recomendó a Gallet como crítico musical, a pesar de que no era músico, para la «Nouvelle Revue».
También colaboró con Georges Bizet en la ópera en un acto Djamileh, que se estrenó con éxito el 22 de mayo de 1872 en la Opéra-Comique. Otros dos libretos de ópera que quería adaptar Bizet, escritos con Edouard Blau, no llegaron a la escena a causa de la prematura muerte del músico en 1875 (La coupe du roi de Thulé (1869) y una obra en cinco actos, Don Rodrigue (1873).
Para Massenet escribió en primer lugar el libreto de un oratorio, Marie-Magdeleine (1872), que fue el primer gran éxito de Massenet y el primero de sus cuatro oratorios dramáticos. En el libreto para Thaïs, empleó un verso no rimado, libre, que él denominaba, siguiendo la moda del Parnasianismo, «poésie melique» que, al igual que sus precedentes clásicos griegos, fue pensado para su declamación con acompañamiento melodramático. En manos de Gallet, la declamación se levanta unos grados en una libremente estructurada aria que se eleva por encima del nivel de la prosa por sus sonoridades y patrones sintácticos, fórmulas que fueron finalmente adaptadas a las técnicas musicales de Saint-Saëns y Massenet. Después de la muerte de Gallet, Saint-Saëns escribió:

Desearía bien saber que decir sobre el hombre mismo, su incansable bondad, su lealtad, su escrupulosidad, su buen humor, su originalidad, su continuo sentido común, y su intelecto, alerta a todo lo inusual e interesante.
Camille Saint-Saëns.

## Principales libretos
- 1872 - Marie-Magdeleine, oratorio de Jules Massenet.
- 1872 - Djamileh, ópera de Georges Bizet.
- 1872 - La Princesse jaune, opéra-comique de Camille Saint-Saëns.
- 1873 - La Coupe du Roi de Thulé, ópera de Eugène Diaz.
- 1876 - Le Déluge, oratorio de Camille Saint-Saëns.
- 1877 - La Clé d'Or, comedia lírica de Eugène Gautier.
- 1877 - Le Roi de Lahore, ópera de Jules Massenet.
- 1879 - Etienne Marcel, ópera de Camille Saint-Saëns.
- 1887 - Proserpine, drama lírico de Camille Saint-Saëns.
- 1890 - Ascanio, ópera de Camille Saint-Saëns.
- 1891 - Le Rêve, drama lírico de Alfred Bruneau.
- 1892 - Les Saintes-Maries-de-la-Mer, oratorio de Émile Paladilhe.
- 1893 - L'Attaque du moulin, drama lírico de Alfred Bruneau.
- 1894 - Thaïs, ópera de Jules Massenet.
- 1895 - Frédégonde, drama lírico de Ernest Guiraud y Camille Saint-Saëns.
- 1896 - La Femme de Claude, drama lírico de Albert Cahen.
- 1896 - Le Drac, drama lírico de Paul et Lucien Hillemacher.
- 1898 - Déjanire, tragedia de Camille Saint-Saëns.